# 스카이페임 센터 랜드마크 타워
스카이 페임 센터 랜드마크 타워는 중국 난닝시에 공사중인 마천루이다.

## 같이 보기
- 중화인민공화국의 마천루 목록